# Географія Есватіні
Свазіленд — південноафриканська країна, що знаходиться поблизу південно-західного узбережжя континенту . Загальна площа країни 17 364 км² (159-те місце у світі), з яких на суходіл припадає 17 204 км², а на поверхню внутрішніх вод — 160 км². Площа країни трохи менша за площу Рівненської області України. 

## Назва
Офіційна назва — Королівство Свазіленд, Свазіленд (сваті Umbuso weSwatini, eSwatini). Назва країни походить від назви народу свазі, головної етнічної групи країни та англійського слова «ленд» на означення краю, країни. Етнонім свазі походить від імені короля Свазіленду Мсваті II, що вперше об'єднав під своєю короною землі сучасної держави.

## Географічне положення
Свазіленд — південноафриканська країна, що межує з двома іншими країнами: на сході — з Мозамбіком (спільний кордон — 108 км), на заході й півдні — з ПАР (438 км). Загальна довжина державного кордону — 546 км. Країна не має виходу до вод Світового океану.

### Час
Час у Свазіленді: UTC+2 (той самий час, що й у Києві).

## Геологія

### Корисні копалини
Надра Свазіленду багаті на ряд корисних копалин: азбест, кам'яне вугілля, каолін, каситерит, золото, алмази, будівельне каміння, тальк.

## Рельєф
Середні висоти — 305 м; найнижча точка — уріз вод річки Мапуту (Великий Усуту) (21 м); найвища точка — гора Емлембе (1862 м).

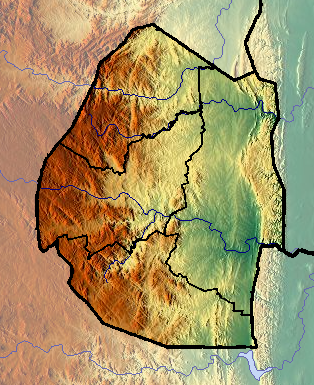
Рельєф Свазіленду
Рельєф Свазіленду
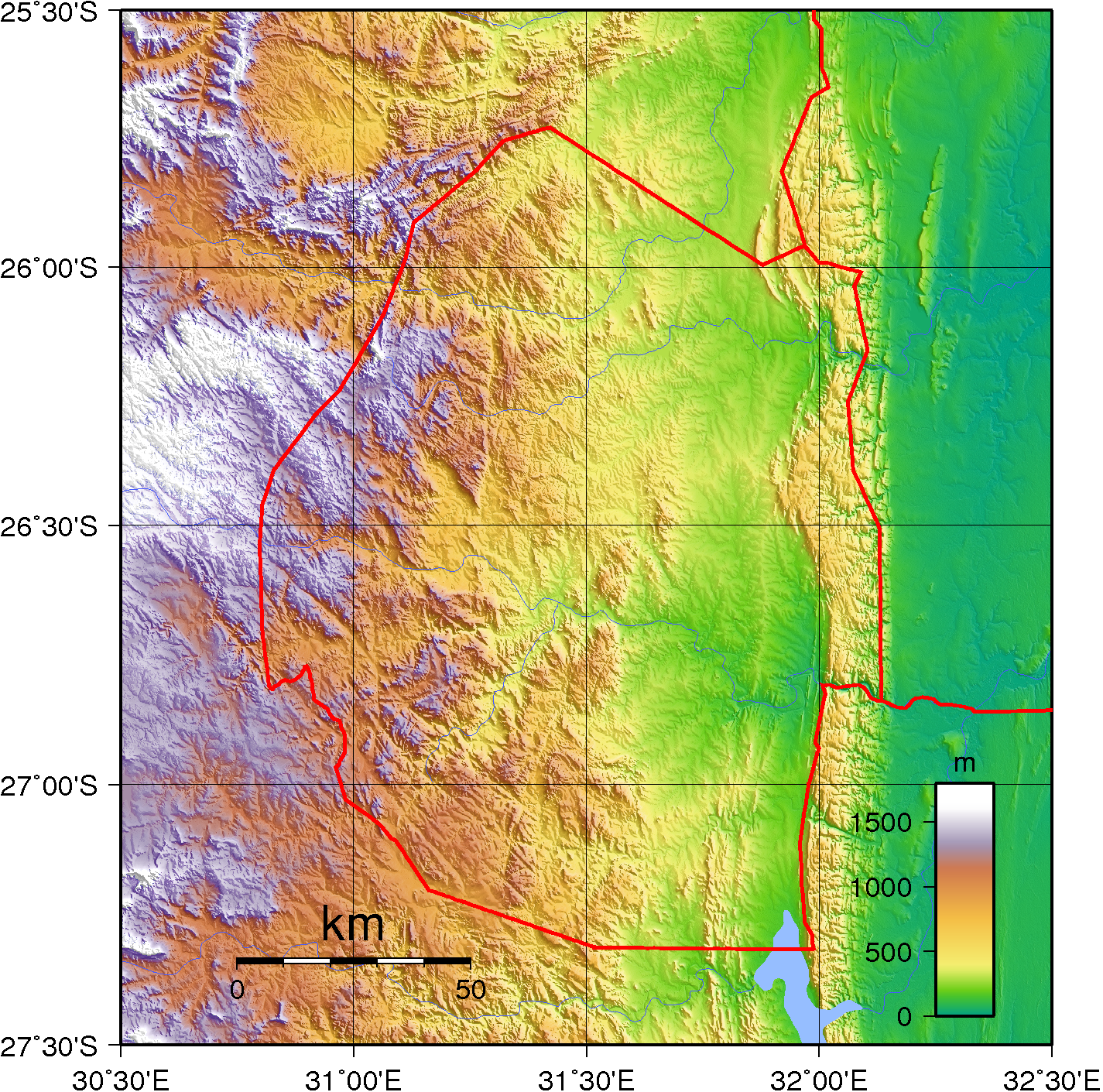
Гіпсометрична карта  Свазіленду
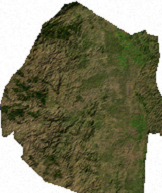
Супутниковий знімок поверхні країни

## Клімат
Територія Свазіленду лежить у тропічному кліматичному поясі. Увесь рік панують тропічні повітряні маси. Спекотна посушлива погода з великими добовими амплітудами температури. Переважають східні пасатні вітри. У теплий сезон з морів та океанів можуть надходити шторми.

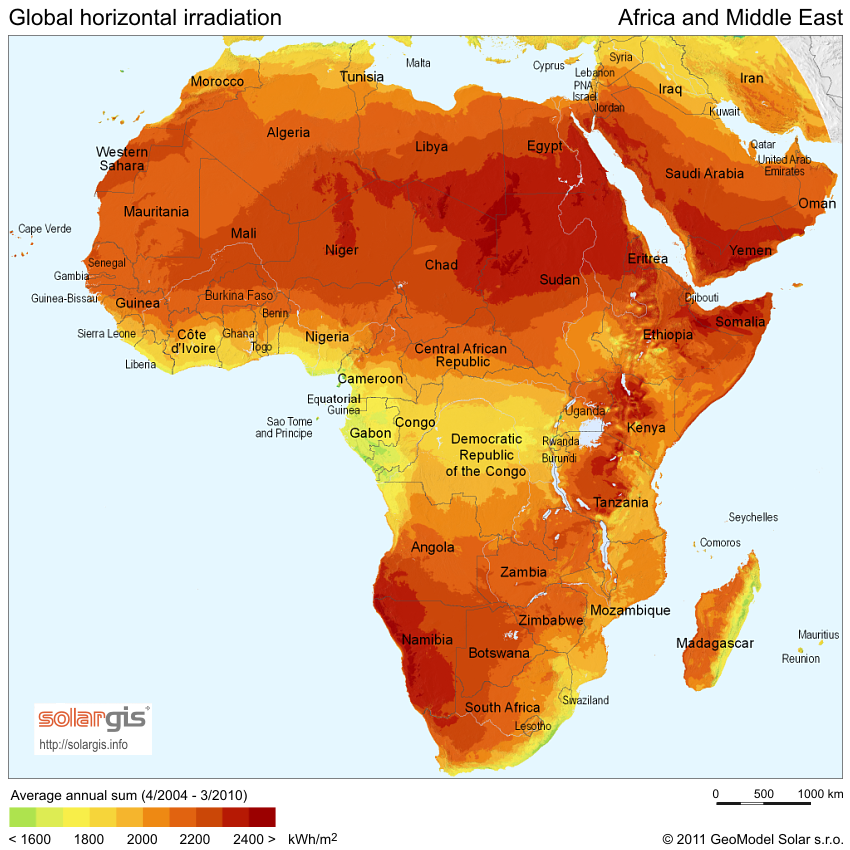
Сонячна радіація (англ.)
Кліматична карта Свазіленду (за Кеппеном)

Свазіленд є членом Всесвітньої метеорологічної організації (WMO), в країні ведуться систематичні спостереження за погодою.

## Внутрішні води
Загальні запаси відновлюваних водних ресурсів (ґрунтові і поверхневі прісні води) становлять 4,51 км³. Станом на 2012 рік в країні налічувалось 500 км² зрошуваних земель.

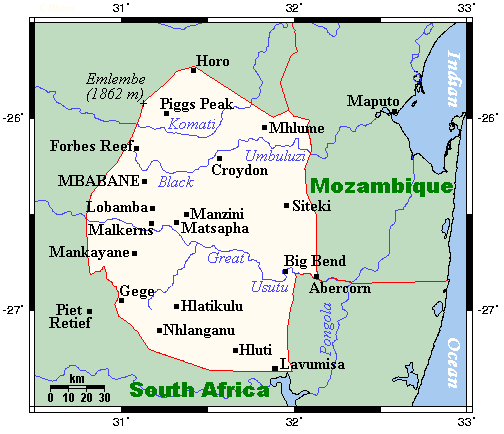
Гідрографічна мережа Свазіленду
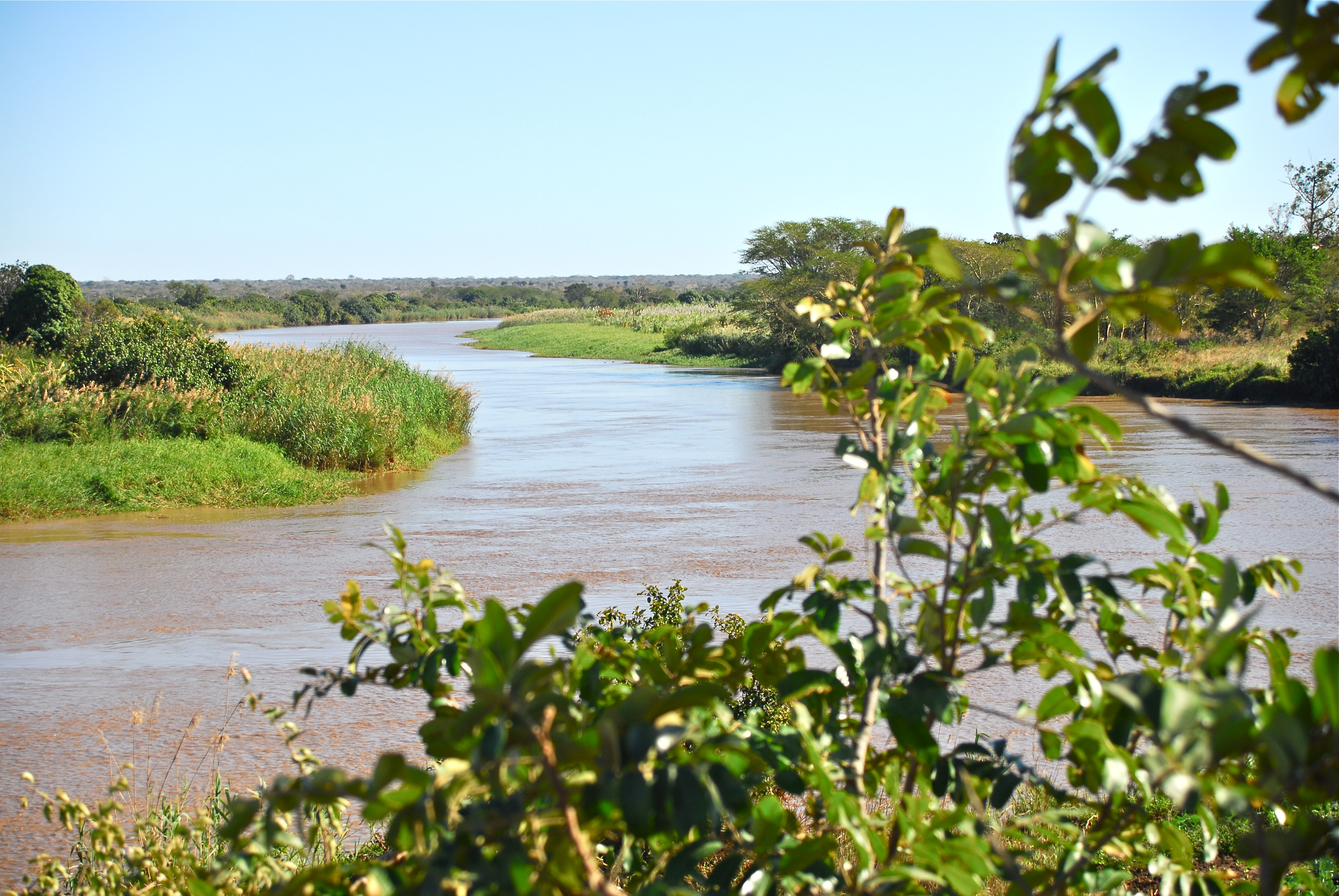
Річка Мапуту

### Річки
Річки країни належать басейну Індійського океану.

## Рослинність
Земельні ресурси Свазіленду (оцінка 2011 року):
- придатні для сільськогосподарського обробітку землі — 68,3 %,
  - орні землі — 9,8 %,
  - багаторічні насадження — 0,8 %,
  - землі, що постійно використовуються під пасовища — 57,7 %;
- землі, зайняті лісами і чагарниками — 31,7 %;
- інше — 0 %[1].

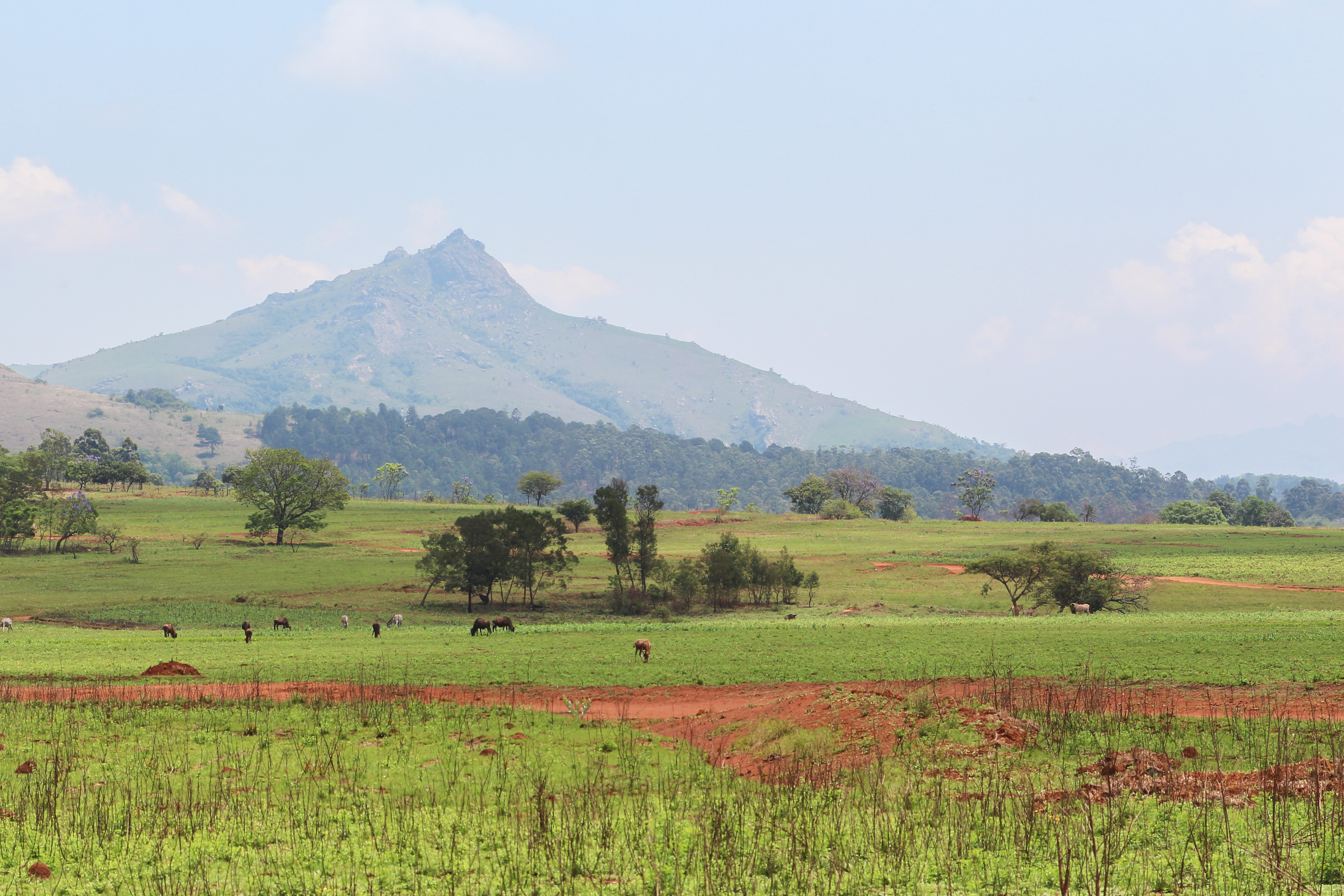
Свазілендська савана

## Тваринний світ
Зоогеографічно територія країни належить до Східноафриканської підобласті Ефіопської області.

## Охорона природи
Свазіленд є учасником ряду міжнародних угод з охорони навколишнього середовища:
- Конвенції про біологічне різноманіття (CBD),
- Рамкової конвенції ООН про зміну клімату (UNFCCC),
- Кіотського протоколу до Рамкової конвенції,
- Конвенція ООН про боротьбу з опустелюванням (UNCCD),
- Конвенції про міжнародну торгівлю видами дикої фауни і флори, що перебувають під загрозою зникнення (CITES),
- Базельської конвенції протидії транскордонному переміщенню небезпечних відходів,
- Монреальського протоколу з охорони озонового шару[1].

Урядом країни підписані, але не ратифіковані міжнародні угоди щодо: міжнародного морського права.

## Стихійні лиха та екологічні проблеми
На території країни спостерігаються небезпечні природні явища і стихійні лиха: посухи.
Серед екологічних проблем варто відзначити:
- обмежені ресурси питної води;
- браконьєрство;
- перевипасання;
- деградацію земель;
- ерозію ґрунтів

## Фізико-географічне районування
У фізико-географічному відношенні територію Свазіленду можна розділити на _ райони, що відрізняються один від одного рельєфом, кліматом, рослинним покривом: .

### Українською
- Атлас світу / голов. ред. І. С. Руденко ; зав. ред. В. В. Радченко ; відп. ред. О. В. Вакуленко. — К. : ДНВП «Картографія», 2005. — 336 с. — ISBN 9666315467.
- Атлас. 7 клас. Географія материків і океанів / Укладачі О. Я. Скуратович, Н. І. Чанцева. — К. : ДНВП «Картографія», 2014.
- Бєлозоров С. Т. Африка : фізико-географічний нарис. — вид. 2-ге, перероб. і доп. — К. : Радянська школа, 1957. — 232 с.
- Барановська О. В. Фізична географія материків і океанів : навч. посіб. для студентів ВНЗ : [у 2 ч.]. — Н. : Ніжинський державний університет ім. Миколи Гоголя, 2013. — 306 с. — ISBN 978-617-527-106-3.
- Свазіленд // Гірничий енциклопедичний словник : [у 3-х тт.] / за ред. В. С. Білецького. — Д. : Східний видавничий дім, 2004. — Т. 3. — 752 с. — ISBN 966-7804-78-X.
- Костів Л. Я. Фізична географія материків і океанів. Африка : навч.-метод. посібник. — Л. : Видавничий центр ЛНУ імені Івана Франка, 2017. — 184 с. — ISBN 978-617-10-0374-3.
- Панасенко Б. Д. Фізична географія материків : навч. посіб. : в 2 ч. — В. : ЕкоБізнесЦентр, 1999. — 200 с.
- Юрківський В. М. Регіональна економічна і соціальна географія. Зарубіжні країни: Підручник. — 2-ге. — К. : Либідь, 2001. — 416 с. — ISBN 966-06-0092-5.

### Англійською
- (англ.) Graham Bateman. The Encyclopedia of World Geography. — Andromeda, 2002. — 288 с. — ISBN 1871869587.

### Російською
- (рос.) Авакян А. Б., Салтанкин В. П., Шарапов В. А. Водохранилища. — М. : Мысль, 1987. — 326 с. — (Природа мира)
- (рос.) Алисов Б. П., Берлин И. А., Михель В. М. Курс климатологии [в 3-х тт.] / под. ред. Е. С. Рубинштейна. — Л. : Гидрометиздат, 1954. — Т. 3. Климаты земного шара. — 320 с.
- (рос.) Апродов В. А. Вулканы. — М. : Мысль, 1982. — 368 с. — (Природа мира)
- (рос.) Апродов В. А. Зоны землетрясений. — М. : Мысль, 2010. — 462 с. — (Природа мира) — ISBN 978-5-244-01122-7.
- (рос.) Свазиленд // Африка: энциклопедический справочник [в 2-х тт.] / гл. ред. А. А. Громыко. — М. : Советская энциклопедия, 1986. — Т. 2. К-Я. — 671 с.
- (рос.) Браун Л. Африка. — М. : Прогресс, 1976. — 288 с. — (Континенты, на которых мы живем)
- (рос.) Букштынов А. Д., Грошев Б. И., Крылов Г. В. Леса. — М. : Мысль, 1981. — 316 с. — (Природа мира)
- (рос.) Власова Т. В. Физическая география материков. С прилегающими частями океанов. Южная Америка, Африка, Австралия и Океания, Антарктида. — 4-е, перераб. — М. : Просвещение, 1986. — 269 с.
- (рос.) Гвоздецкий Н. А., Голубчиков Ю. Н. Горы. — М. : Мысль, 1987. — 400 с. — (Природа мира)
- (рос.) Гвоздецкий Н. А. Карст. — М. : Мысль, 1981. — 214 с. — (Природа мира)
- (рос.) Географический энциклопедический словарь: географические названия / под. ред. А. Ф. Трёшникова. — 2-е изд., доп. — М. : Советская энциклопедия, 1989. — 585 с. — ISBN 5-85270-057-6.
- (рос.) Исаченко А. Г., Шляпников А. А. Ландшафты. — М. : Мысль, 1989. — 504 с. — (Природа мира) — ISBN 5-244-00177-9.
- (рос.) Словарь современных географических названий / под общей редакцией акад. В. М. Котлякова. — Екатеринбург : У-Фактория, 2006.
- (рос.) Лобова Е. В., Хабаров А. В. Почвы. — М. : Мысль, 1983. — 304 с. — (Природа мира)
- (рос.) Максаковский В. П. Географическая картина мира. Книга I: Общая характеристика мира. — М. : Дрофа, 2008. — 495 с. — ISBN 978-5-358-05275-8.
- (рос.) Максаковский В. П. Географическая картина мира. Книга II: Региональная характеристика мира. — М. : Дрофа, 2009. — 480 с. — ISBN 978-5-358-06280-1.
- (рос.) Поспелов Е. М. Географические названия мира: Топонимический словарь. — М. : АСТ, 2005.
- (рос.) Свазиленд // Страны Африки. Политико-экономический справочник / ред. В. Солодовников, В. Румянцев. — М. : Издательство политической литературы, 1969. — 318 с.
- (рос.) Физико-географический атлас мира. — М. : Академия наук СССР и Главное управление геодезии и картографии ГУГК СССР, 1964. — 298 с.
- (рос.) Энциклопедия стран мира / глав. ред. Н. А. Симония. — М. : НПО «Экономика» РАН, отделение общественных наук, 2004. — 1319 с. — ISBN 5-282-02318-0.